# カトリック聖カタリナ教会

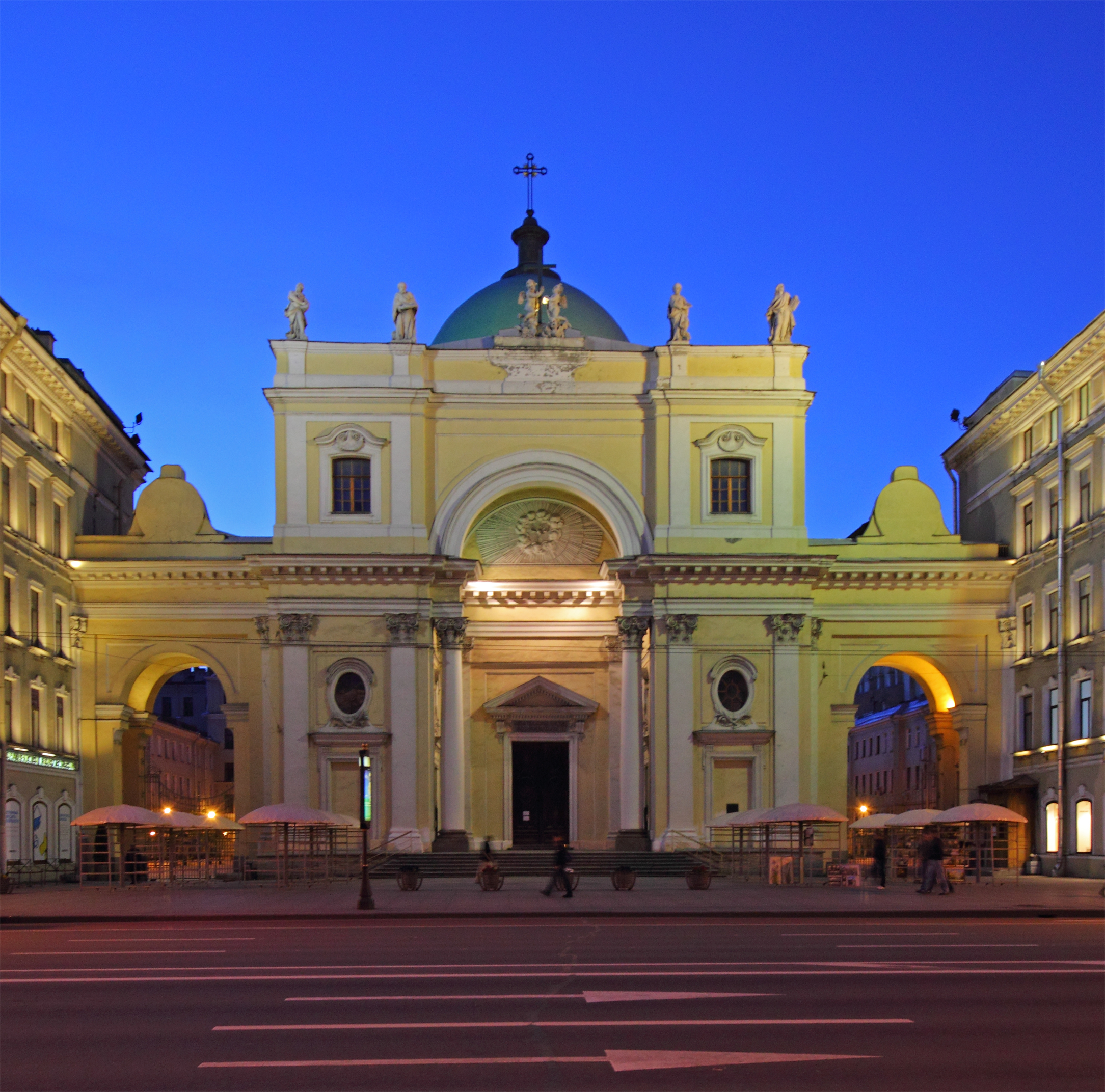
カトリック聖カタリナ教会（サンクトペテルブルク市）

カトリック聖カタリナ教会（かとりっくせいかたりなきょうかい、ロシア語: Католическая церковь Святой Екатерины）ロシアのサンクトペテルブルク市で一番繁華なネフスキー大通りにあるローマ・カトリック教会である。

## 概要
カトリック聖カタリナ教会はロシアのサンクトペテルブルク市にあるローマ・カトリック教会である。市内で一番繁華なネフスキー大通りにある。モスクワ大司教区に属している。

## 歴史
1705年にピョートル大帝はその宗教緩和政策に基づいてローマ・カトリック教会の宣教を許可し、1710年にカトリック教会ができた。
1738年、アンナ女帝の時代に現在の教会堂の建設がドメニコ・トレッツィーニの設計で開始され、途中中断したが、その後ジャン-バプティスト・ヴァラン・ドゥ・ラ・モートの設計で再開されて、1783年に完成した。当時はエカチェリーナ2世の時代であったので、聖カタリナの名称を付けた。
ソヴィエト時代には教会は迫害を受け、閉鎖され、この教会堂は倉庫として使われた。さらに1947年には、火事で内部が焼け落ちた。
1992年に、教会堂をローマ・カトリック教会へ返還する決定がなされ、すぐ教会堂の修復が開始され、2000年には再献堂式が行われ、2003年には完全に復旧した。

## 典礼
現在は通常ロシア語でミサが行われている。また土日には英語、ドイツ語、スペイン語などでのミサも行われている。大変音響がいい教会で、聖書朗読・説教は周囲の壁からの音響とともに聞こえる。

## 近隣の聖堂
ネフスキー大通り上のこの付近には、
- カザン大聖堂（ロシア正教会）
- アルメニア教会
- ルーテル聖ペテロ教会（別名：ドイツ教会）

がある。また、ルーテル教会に向かって左右の通りには、それぞれ
- フィンランド福音ルーテル教会（別名：フィンランド教会）
- スエーデン福音ルーテル教会（別名：スエーデン教会）

があり、後者では英語（聖公会）、韓国語（長老派）などの日曜礼拝も行われている。